# Santiago del Collado
Santiago del Collado község Spanyolországban, Ávila tartományban. Santiago del Collado Hoyorredondo, La Aldehuela, Avellaneda, Piedrahíta, Navalperal de Tormes, Navaescurial és San Juan de Gredos községekkel határos. Lakosainak száma 162 fő (2024).

## Népesség
A település népessége az utóbbi években az alábbiak szerint változott:
| Lakosok száma | 271  | 260  | 254  | 218  | 203  | 184  | 179  | 173  | 168  | 162  |
|               | 2001 | 2004 | 2006 | 2009 | 2011 | 2014 | 2016 | 2019 | 2021 | 2024 |